# Marek Materek
Marek Jerzy Materek (ur. 30 lipca 1989 w Starachowicach) – polski polityk i samorządowiec, od 2014 prezydent Starachowic.

## Życiorys
Absolwent I Liceum Ogólnokształcącego im. Tadeusza Kościuszki w Starachowicach. Ukończył politologię na Uniwersytecie Jana Kochanowskiego w Kielcach i stosunki międzynarodowe w Collegium Civitas w Warszawie, a także studia podyplomowe z zakresu zarządzania nieruchomościami.
W latach 2009–2014 prowadził świętokrzyskie biuro europosłanki Róży Thun. Był członkiem Platformy Obywatelskiej i przewodniczącym struktur powiatowych tej partii, z której został wykluczony w 2014. W wyborach samorządowych w tym samym roku jako kandydat bezpartyjny wystartował z powodzeniem zarówno do rady powiatu starachowickiego z listy Polskiego Stronnictwa Ludowego, jak i z własnego komitetu (przy poparciu PSL) w wyborach na prezydenta Starachowic. Zwyciężył w nich w drugiej turze z wynikiem 58,54% głosów, stając się najmłodszym prezydentem miasta w Polsce.
W 2018 uzyskał reelekcję w pierwszej turze, otrzymując 84,42% głosów. Był to drugi najlepszy wynik w Polsce spośród miast prezydenckich. Sygnowany jego nazwiskiem komitet wyborczy wygrał wówczas wybory do rady miejskiej w Starachowicach i rady powiatu starachowickiego.
W 2022 stanął na czele Stowarzyszenia Ruch Społeczny im. Marka Materka, a w 2023 został przewodniczącym (następnie prezesem) partii Nowa Demokracja – Tak. W wyborach parlamentarnych w 2023 wystartował do Senatu w okręgu nr 82, uzyskując 3. miejsce na 5 kandydatów. W styczniu 2024 ustąpił z funkcji prezesa ND-Tak na rzecz poprzednio kierującego ugrupowaniem Piotra Chmielowskiego, zrezygnował następnie także z członkostwa w partii. W tym samym roku ponownie został wybrany na prezydenta Starachowic, otrzymując w pierwszej turze 66,05% głosów.

## Odznaczenia i wyróżnienia
W 2021 odznaczony Odznaką Honorową za Zasługi dla Samorządu Terytorialnego.
W 2019 i 2021 znalazł się w gronie 15 najlepszych prezydentów miast w kraju w rankingu tygodnika „Newsweek”.